# Космическая политика США
Космическая политика США включает в себя как разработку космической политики посредством законодательного процесса, так и реализацию этой политики в гражданских и военных космических программах США через регулирующие органы. Ранняя история космической политики США связана с советско-американской космической гонкой 1960-х годов, которая уступила место программе «Спейс шаттл». В данный момент космическая политика США направлена на освоение Луны и последующую колонизацию Марса.

## Процесс космической политики
Космическая политика США разрабатывается исполнительной властью по указанию Президента США и представляется для утверждения и установления финансирования в Конгресс США.
Организации по защите интересов космоса могут давать советы правительству и лоббировать космические цели. К этому лобби относятся группы защиты интересов, такие как Институт космических наук, Ассоциация космических войск, Национальное космическое общество и Консультативный совет космического поколения, последний из которых, среди прочего, проводит ежегодное мероприятие «Юрьева ночь»; научные общества, такие как Американское астрономическое общество и Американское общество астронавтов и политические организации, такие как Национальные академии.

### Формулировка
При разработке космической политики Президент США консультируется с НАСА, отвечающим за гражданские и научные космические программы, и с Министерством обороны США, отвечающим за военную космическую деятельность, которая включает в себя связь, разведку, картографирование и противоракетную оборону. Президент несёт юридическую ответственность за принятие решений о том, какая космическая деятельность относится к гражданской и военной сферам. Президент также консультируется с Советом национальной безопасности, Управлением по научно-технической политике и Административно-бюджетным управлением.
Закон о национальной аэронавтике и космосе 1958 года, в соответствии с которым было создано НАСА, создал Национальный совет по аэронавтике и исследованию космического пространства под председательством Президента, в который входили Государственный секретарь, министр обороны, администратор НАСА, председатель Комиссии по атомной энергии, а также до одного члена федерального правительства и до трёх частных лиц, «выдающихся в науке, технике, технологиях, образовании, управлении или общественных делах», назначаемых Президентом. Прежде чем вступить в должность Президента, Джон Кеннеди убедил Конгресс внести поправки в Закон, чтобы позволить ему создать прецедент делегирования председательства в этом совете своему вице-президенту (Линдону Джонсону). Совет был упразднён в 1973 году во время президентства Ричарда Никсона. В 1989 году президент Джордж Буш-старший восстановил Национальный космический совет в другом составе своим указом, который был упразднён в 1993 году президентом Биллом Клинтоном. Президент Дональд Трамп восстановил совет своим указом в 2017 году.
Международные аспекты космической политики США могут включать дипломатические переговоры с другими странами, такие как Договор о космосе 1967 года. В этих случаях Президент ведёт переговоры и подписывает договор от имени Соединённых Штатов в соответствии со своими конституционными полномочиями, а затем представляет его Конгрессу для ратификации.

### Законодательство
После подачи запроса Конгресс проявляет должную осмотрительность, чтобы одобрить политику и санкционировать бюджетные расходы на её реализацию. В поддержку этого гражданская политика рассматривается Подкомитетом Палаты представителей по космосу и аэронавтике и Подкомитетом Сената по науке и космосу. Эти комитеты могут осуществлять надзор за выполнением НАСА установленной космической политики, отслеживая ход крупных космических программ, таких как программа «Аполлон», и в особых случаях серьёзные космические аварии, такие как пожар «Аполлона-1», когда Конгресс наблюдает за расследованием НАСА. Военная политика рассматривается и контролируется Подкомитетом Палаты представителей по стратегическим силам и Подкомитетом Сената по стратегическим силам, а также Постоянным специальным комитетом Палаты представителей по разведке и Специальным комитетом Сената по разведке.
Сенатский комитет по международным отношениям проводит слушания по предложенным космическим договорам, а различные комитеты по ассигнованиям имеют право распоряжаться бюджетами космических агентств. Усилия по космической политике поддерживаются агентствами Конгресса, такими как Исследовательская служба Конгресса и, пока она не была распущена в 1995 году, Управление технологических оценок, а также Управление Конгресса США по бюджету и Счётная палата США.
Конечным продуктом космической политики Конгресса является, в случае внутренней политики, законопроект, в котором прямо указаны цели политики и бюджетные ассигнования на их реализацию, который должен быть представлен Президенту США для подписания в качестве закона, или же ратифицированный договор с другими странами.

### Реализация
Гражданская космическая деятельность традиционно осуществлялась исключительно НАСА, но страна переходит к модели, в которой больше деятельности осуществляется частными компаниями при поддержке НАСА и при поддержке космодрома. Кроме того, Национальное управление океанических и атмосферных исследований Министерства торговли США предоставляет различные услуги с космическими компонентами, такие как программа Landsat.
Военно-космическая деятельность осуществляется Космическими силами США и Космическим командованием США.

### Лицензирование
Любой гражданин или юридическое лицо, созданное в соответствии с законодательством США, а также другие юридические лица, как это определено положениями, касающимися космической деятельности, которые предназначены для проведения в Соединённых Штатах запуска ракеты-носителя, эксплуатации запуска или место повторного входа или повторный вход возвращаемого транспортного средства, должны получить лицензию от Министра транспорта США. Соблюдение требований контролируется Федеральным управлением гражданской авиации США, Федеральной комиссией по связи и Министром торговли США.

## Космические программы в бюджете
Финансирование космических программ осуществляется в рамках процесса федерального бюджета, где оно в основном считается частью национальной политики в области науки. Другая космическая деятельность финансируется из бюджета исследований и разработок Министерства обороны США, а также из бюджетов других регулирующих органов, занимающихся вопросами космоса. В 2020 году НАСА получило 22,6 миллиарда долларов, что составляет примерно 0,5% от общего бюджета федерального правительства. Ранее угроза, исходящая от Советского Союза, увеличила бюджет НАСА примерно до 4% от общего федерального бюджета, достигнув пика в 4,4% в 1966 году, но победа США в космической гонке лишила НАСА возможности поддерживать политическую поддержку своих взглядов. Финансирование НАСА подвергалось критике на протяжении всего своего существования на том основании, что существуют более насущные проблемы, такие как программы социального обеспечения, а также по ряду других причин.

## Международное право
США являются стороной четырёх из пяти договоров по космическому праву, ратифицированных Комитетом ООН по использованию космического пространства в мирных целях. Соединённые Штаты ратифицировали Договор о космосе, Соглашение о спасении, Конвенцию об ответственности в космосе и Конвенцию о регистрации, но не Договор о Луне.
Пять договоров и соглашений по международному космическому праву охватывают «неприсвоение космического пространства какой-либо одной страной, контроль над вооружениями, свободу исследования, ответственность за ущерб, причинённый космическими объектами, безопасность и спасение космических кораблей и астронавтов, предотвращение вредного вмешательства в космическую деятельность и окружающую среду, уведомление и регистрацию космической деятельности, научные исследования и эксплуатацию природных ресурсов в космическом пространстве и урегулирование споров». Соглашение о спасении требует, чтобы подписавшие стороны оказывали астронавтам всю возможную помощь. Конвенция об космической ответственности обязывает страны нести ответственность за всё, что запускается с их территории. Конвенция о регистрации требует от стран регистрации запускаемых космических аппаратов. Договор о Луне изменит запрет Договора о космосе на притязания на суверенитет над небесными телами, и поэтому он не был ратифицирован ни одним государством, участвующим в пилотируемых космических полётах. Таким образом, он не имеет большого значения в международном праве. По словам Нэнси Гриффин, хотя Соединённые Штаты были активным участником разработки Лунного договора, они так и не подписали соглашение из-за множества возражений из разных источников, вместо этого решив отложить окончательное решение относительно ратификации договора 1979 года, пока не было времени тщательно оценить его принципы. В результате Соединённые Штаты ратифицировали все договоры по космическому праву, которые есть у всех других космических стран.

## История

### Администрация Трумэна
После Второй мировой войны президент Гарри Трумэн одобрил операцию «Скрепка» между 1945 и 1959 годами, секретную программу разведки США, в которой участвовало более 1600 немецких учёных, инженеров и техников, включая Вернера фон Брауна и его ракетную группу Фау-2, были доставлены в Соединённые Штаты из Германии для работы в правительстве США, чтобы получить военное преимущество США в советско-американской холодной войне. Космическая гонка началась, когда в одну ночь в 1946 году Советский Союз передислоцировал более 2200 немецких специалистов для проведения операции «Осоавиахим».
Фон Браун был ярым сторонником космических полётов. Считается, что технически он и его команда были способны запустить спутник на несколько лет раньше советского запуска «Спутника-1» в 1957 году, но администрация Трумэна не считала это приоритетом. Возможно, он также был изобретателем концепции космического превосходства и лоббировал в администрации Трумэна строительство ядерной космической станции, которая должна была использоваться в качестве оружия против Советского Союза. Он часто говорил в публичных выступлениях о необходимости и осуществимости такой космической станции, чтобы заручиться общественной поддержкой этой идеи, хотя он никогда публично не говорил о её предполагаемом вооружении. Точно так же в конце 1940-х и начале 1950-х годов проект RAND тайно рекомендовал правительству США предпринять серьёзные усилия по разработке искусственного спутника, который мог бы делать фотографии из космоса, и по разработке ракет, необходимых для вывода такого спутника на орбиту. Уже в мае 1946 года организация выпустила предварительный проект экспериментального космического корабля, совершающего кругосветное путешествие, который был предложением для спутниковой программы Соединённых Штатов.
Трумэн основал Объединённый испытательный полигон дальнего действия на мысе Канаверал, который позже стал базой космических сил на мысе Канаверал. С 1949 года правительство США использовало это место для испытаний ракет. Это место было одним из лучших в континентальной части США для этой цели, поскольку оно позволяло запускать ракеты над Атлантическим океаном и находилось ближе к экватору, чем в большинстве других частей Соединённых Штатов, что позволяло ракетам получать ускорение за счёт вращения Земли. В 1951 году ВВС создали Центр испытаний ракет ВВС на мысе Канаверал. Армия, ВВС и Лаборатория прикладной физики начали в 1950 году использовать ракеты-зонды Aerobee для различных физических, аэрономических, фотографических, погодных и биомедицинских миссий и вышли за пределы 100-километровой границы космоса в 1952 году. Тем временем в августе 1951 г. ВМФ запустил свою ракету «Викинг» на рекордные 219 км.

### Администрация Эйзенхауэра
В декабре 1953 года ВВС США объединили все свои усилия по созданию спутников в единую программу, известную как Weapon Systems-117L (WS-117L). В октябре 1956 года Lockheed Aircraft Corp. получила первый контракт на производство WS-117L, но дипломатическая проблема, связанная с воздушным наблюдением, обеспокоила Президента Эйзенхауэра и сдержала программу спутников-шпионов.
Президент Дуайт Эйзенхауэр скептически относился к пилотируемым космическим полётам, но стремился продвигать коммерческое и военное применение спутниковых технологий. Ещё до запуска Советским Союзом «Спутника-1» в 1957 году Эйзенхауэр уже санкционировал проект «Авангард» — научную спутниковую программу, приуроченную к Международному геофизическому году. Как сторонник небольшого правительства, он стремился избежать космической гонки, для проведения которой потребовалась бы дорогостоящая бюрократия и стремился преуменьшить реакцию общественности на советский запуск спутника. Стремясь предотвратить подобные технологические сюрпризы со стороны Советов, Эйзенхауэр санкционировал создание в 1958 году Агентства перспективных оборонных исследовательских проектов (DARPA), ответственного за разработку передовых военных технологий.
Космические программы, такие как спутник Эксплорер, были предложены Армейским агентством по баллистическим ракетам (ABMA), но Эйзенхауэр, стремясь избежать придания космической программе США милитаристского образа, который американцы имели в отношении советской программы, отказался от Эксплорер в пользу Авангард, но после многочисленных досадных неудач «Авангарда» был вынужден дать добро на Армейский запуск.
Позже, в 1958 году, Эйзенхауэр попросил Конгресс создать агентство по гражданскому контролю над невоенной космической деятельностью. По предложению научного советника Эйзенхауэра Джеймса Киллиана в законопроекте предусматривалось создание нового агентства на базе Национального консультативного комитета по аэронавтике. В результате в июле 1958 года был принят Национальный закон об аэронавтике и космосе, в соответствии с которым было создано агентство НАСА. Эйзенхауэр назначил Кейта Гленнана первым администратором НАСА, а последний директор NACA Хью Драйден был его заместителем.
НАСА, созданное в соответствии с законом, принятым Конгрессом, было значительно сильнее, чем первоначальное предложение администрации Эйзенхауэра. НАСА взяло на себя исследования космических технологий, начатые DARPA. НАСА также приняло на себя пилотируемую космическую программу США Man In Space Soonest от ВВС под названием «Меркурий».

### Администрация Кеннеди
В начале президентства Джона Кеннеди он был склонен отказаться от планов программы «Аполлон», против которой он выступал как сенатор, но откладывал любое решение из уважения к своему вице-президенту, которого он назначил председателем Национального консультативного космического совета. Ситуация изменилась после его обращения к Конгрессу в январе 1961 года, когда он предложил международное сотрудничество в космосе.
В ответ на полет Юрия Гагарина, как первого человека в космосе, Кеннеди в 1961 году обязал Соединённые Штаты высадить человека на Луну к концу десятилетия. В то время администрация считала, что Советский Союз сможет высадить человека на Луну к 1967 году, и Кеннеди считал, что высадка американцев на Луну имеет решающее значение для глобального престижа и статуса страны. Однако выбранный им администратором НАСА Джеймс Уэбб преследовал более широкую программу, включающую космические приложения, такие как метеорологические спутники и спутники связи. В это время Министерство обороны США занималось военными космическими приложениями, такими как программа космических самолётов Dyna-Soar и пилотируемая орбитальная лаборатория. Кеннеди также повысил статус Национального консультативного космического совета, назначив вице-президента его председателем.

### Администрация Джонсона
Президент Линдон Джонсон был привержен космическим стремлениям, и как лидер большинства в Сенате и вице-президент он внёс большой вклад в создание организационной инфраструктуры космической программы, фактически лично отвечая за космическую программу, будучи вице-президентом. В результате он первоначально решительно настаивал на продолжении и расширении космической гонки и видении Кеннеди высадки на Луну, заявив, что «я не верю, что это поколение американцев готово смириться с тем, чтобы ложиться спать каждую ночь в свет коммунистической луны».
Однако его амбиции были ограничены непомерно высокими затратами на войну во Вьетнаме и программы Великого общества, что вынудило урезать бюджет НАСА еще в 1965 году. В результате администрация Джонсона предложила Договор о космосе 1967 года, запрещающий ядерное оружие из космоса и запретил странам объявлять космические объекты своими, чтобы замедлить космическую гонку. Фактические полёты космической программы были столь же бурными при администрации Джонсона, поскольку срок Джонсона был свидетелем как трагедии Аполлона-1, так и миссии Аполлона-8, которая доставила первых людей на лунную орбиту.

### Администрация Никсона

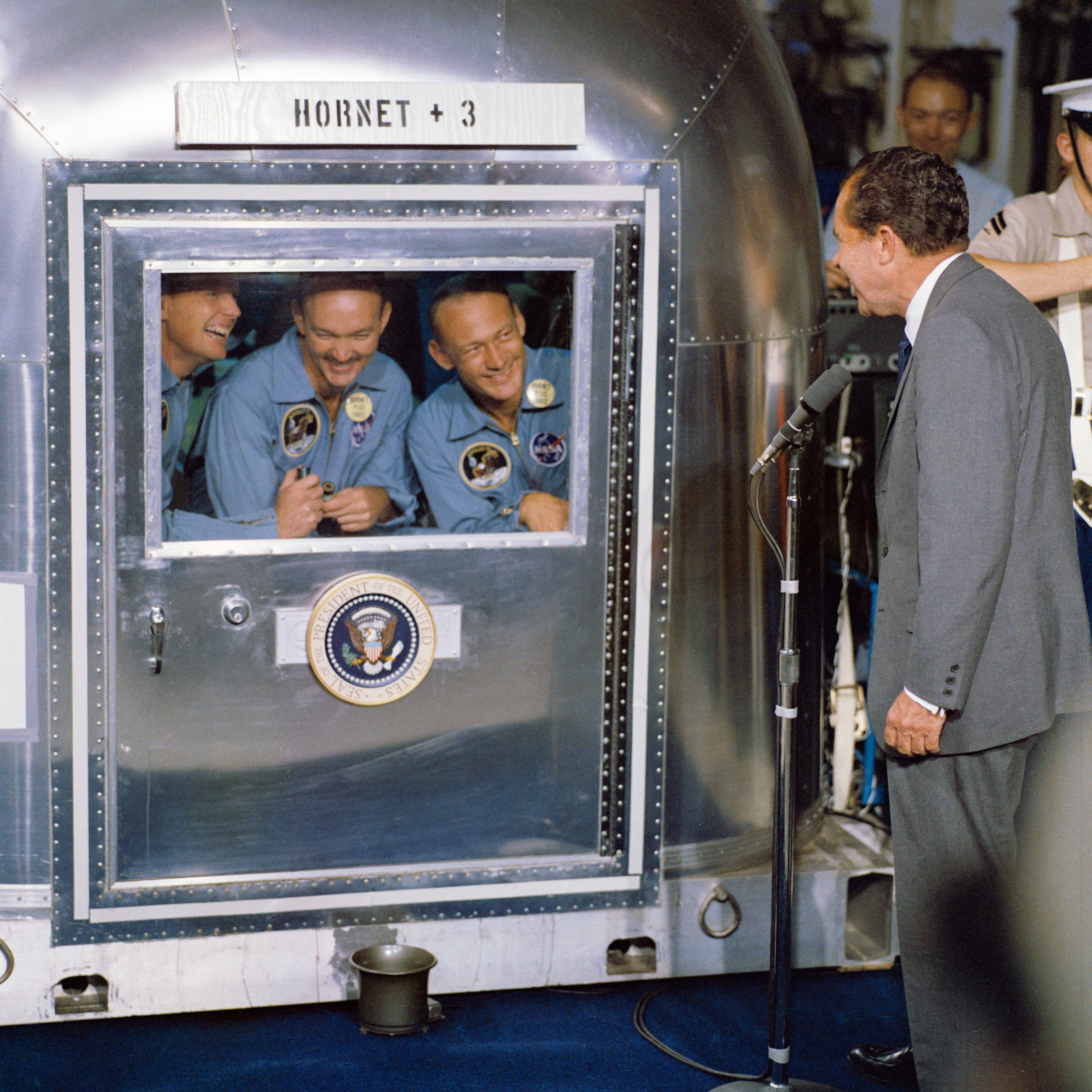
Президент Никсон посещает астронавтов Аполлона-11 в карантине после наблюдения за их посадкой в океане с палубы авианосца USS Hornet.

Аполлон-11, первая высадка на Луну, произошла в начале президентства Ричарда Никсона, и за время его пребывания в должности последовали ещё пять высадок на Луну в рамках программы Аполлон. Но бюджет НАСА продолжал сокращаться, и три запланированные посадки на Луну были отменены. Администрация Никсона одобрила начало программы «Спейс шаттл», но не поддержала финансирование других проектов, таких как высадка на Марс, колонизация Луны или постоянная космическая станция.
5 января 1972 года Никсон одобрил разработку программы «Спейс шаттл», и это решение сильно повлияло на стремления США по исследованию и освоению космоса в течение нескольких последующих десятилетий. Однако при администрации Никсона бюджет НАСА сократился. Администратор НАСА Томас Пейн разрабатывал амбициозные планы создания постоянной базы на Луне к концу 1970-х годов и запуска пилотируемой экспедиции на Марс уже в 1981 году. Однако Никсон отклонил это предложение. 24 мая 1972 года Никсон утвердил пятилетнюю совместную программу между НАСА и советской космической программой, кульминацией которой стал испытательный проект «Союз-Аполлон» — совместная миссия американского корабля «Аполлон» и советского корабля «Союз».

### Администрация Форда
Космическая политика не имела большого импульса во время президентства Джеральда Форда, и обычно считается, что Форд не внёс какого-либо серьёзного вклада в космическую политику США, отчасти из-за того, что его срок длился менее 900 дней. Тем не менее, финансирование НАСА было несколько увеличено, произошло изменение направления по сравнению с сокращением финансирования во время администрации Никсона, испытательный проект «Союз-Аполлон», созданный при администрации Никсона, программа «Спейс шаттл» продолжилась, и было сформировано Управление научно-технической политики.

### Администрация Картера
Хотя срок администрации совпал с большей частью разработки программы «Спейс шаттл», начатой при Никсоне, администрация Джимми Картера была, как и Форд, довольно пассивной в космических вопросах, заявляя, что «невозможно и не нужно» заниматься космической программой в стиле «Аполлон» и его космическая политика включала только ограниченные, краткосрочные цели. Что касается военно-космической политики, в космической политике Картера говорилось, что «Соединённые Штаты будут осуществлять деятельность в космосе в поддержку своего права на самооборону».
Картер предоставил НАСА первый дополнительный бюджет в 1979 году, что позволило «Спейс шаттлу» продолжить своё развитие. В интервью 2016 года Картер заявил: «Я не был в восторге от отправки людей в миссии на Марс или в открытый космос... Но я думал, что шаттл — это хороший способ продолжить хорошую работу НАСА. Я не хотел тратить уже вложенные деньги».

### Администрация Рейгана

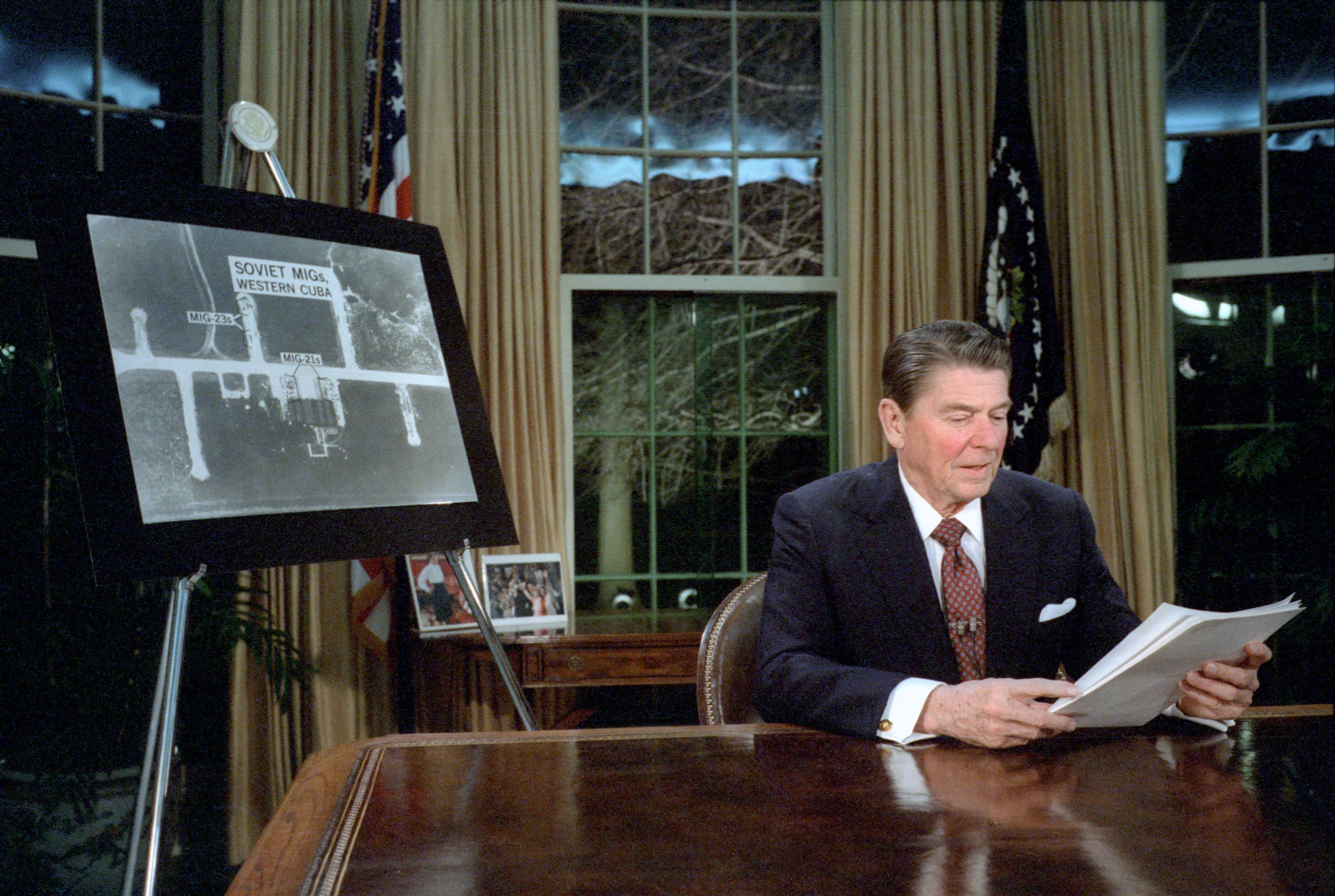
Президент Рейган произносит речь 23 марта 1983 года, в которой инициируется Стратегическая оборонная инициатива.

Первый полет космического корабля «Спейс шаттл» произошёл в апреле 1981 года, в начале первого президентского срока Рональда Рейгана. Рейган в 1982 году объявил о возобновлении активной космической деятельности, которая включала такие инициативы, как приватизация программы Landsat, новая политика коммерциализации НАСА, строительство космической станции Freedom и Стратегическая оборонная инициатива. В конце своего президентского срока Рейган стремился увеличить бюджет НАСА на 30 процентов. Однако многие из этих инициатив не были реализованы, как планировалось.
Катастрофа космического корабля «Челленджер» в январе 1986 года привела к составлению отчёта Комиссии Роджерса о причинах катастрофы, а также отчёта Национальной комиссии по космосу и отчёта о будущем национальной космической программы.
Что касается коммерческих космических путешествий, Рональд Рейган поддержал план, который позволял экспортировать американские спутники и запускать их на китайских ракетах «Чанчжэн». Это было раскритиковано Биллом Нельсоном, тогдашним представителем Флориды, как задержка собственного коммерческого космического развития США, в то время как лидеры отрасли также выступали против идеи национального государства, конкурирующего с частными организациями на рынке ракетной техники. Сделка по экспорту спутников в Китай продолжалась через администрации Буша и Клинтона.

### Администрация Джорджа Буша-старшего
Президент Джордж Буш-старший продолжал поддерживать развитие космоса, провозгласив смелую Инициативу по исследованию космоса, целью которой, среди прочего, было постоянное поселение на Луне и пилотируемые полёты на Марс. Инициатива столкнулась с рядом политических препятствий, и оппозиция только усилилась, когда последующий анализ выявил цену в полтриллиона долларов за 30 лет. Это, в сочетании с проблемами с космическим телескопом Хаббла и огромным перерасходом средств на космическую станцию, поставило под угрозу финансирование НАСА, но, несмотря на это и несмотря на экономический спад, Буш приказал увеличить бюджет НАСА на 20 процентов в сжатые сроки. Администрация Буша также заказала ещё один отчёт о будущем НАСА, Консультативный комитет по будущему космической программы Соединённых Штатов, также известный как отчёт Августина.

### Администрация Клинтона
При администрации Билла Клинтона продолжались полёты «Спейс шаттлов», началось строительство Международной космической станции.
Национальная космическая политика администрации Клинтона была обнародована 14 сентября 1996 года. Главной целью Клинтона было «расширить знания о Земле, Солнечной системе и Вселенной посредством исследований человека и роботов и укреплять и поддерживать национальную безопасность Соединённых Штатов. Космическая политика Клинтона, как и космическая политика Картера и Рейгана, также гласила, что «Соединённые Штаты будут осуществлять космическую деятельность, необходимую для национальной безопасности». Эта деятельность включала «поддержку неотъемлемого права Соединённых Штатов на самооборону и наших оборонных обязательств перед союзниками и друзьями; сдерживание, предупреждение и, при необходимости, защиту от нападения противника; обеспечение того, чтобы враждебные силы не могли помешать нашему собственному использованию космоса, а также противодействие, при необходимости, космическим системам и службам, используемым во враждебных целях». В политике Клинтона также говорилось, что Соединённые Штаты будут развивать и использовать «силы космического контроля для обеспечения свободы действий в космосе» только тогда, когда такие шаги будут «согласовываться с договорными обязательствами».

### Администрация Джорджа Буша-младшего

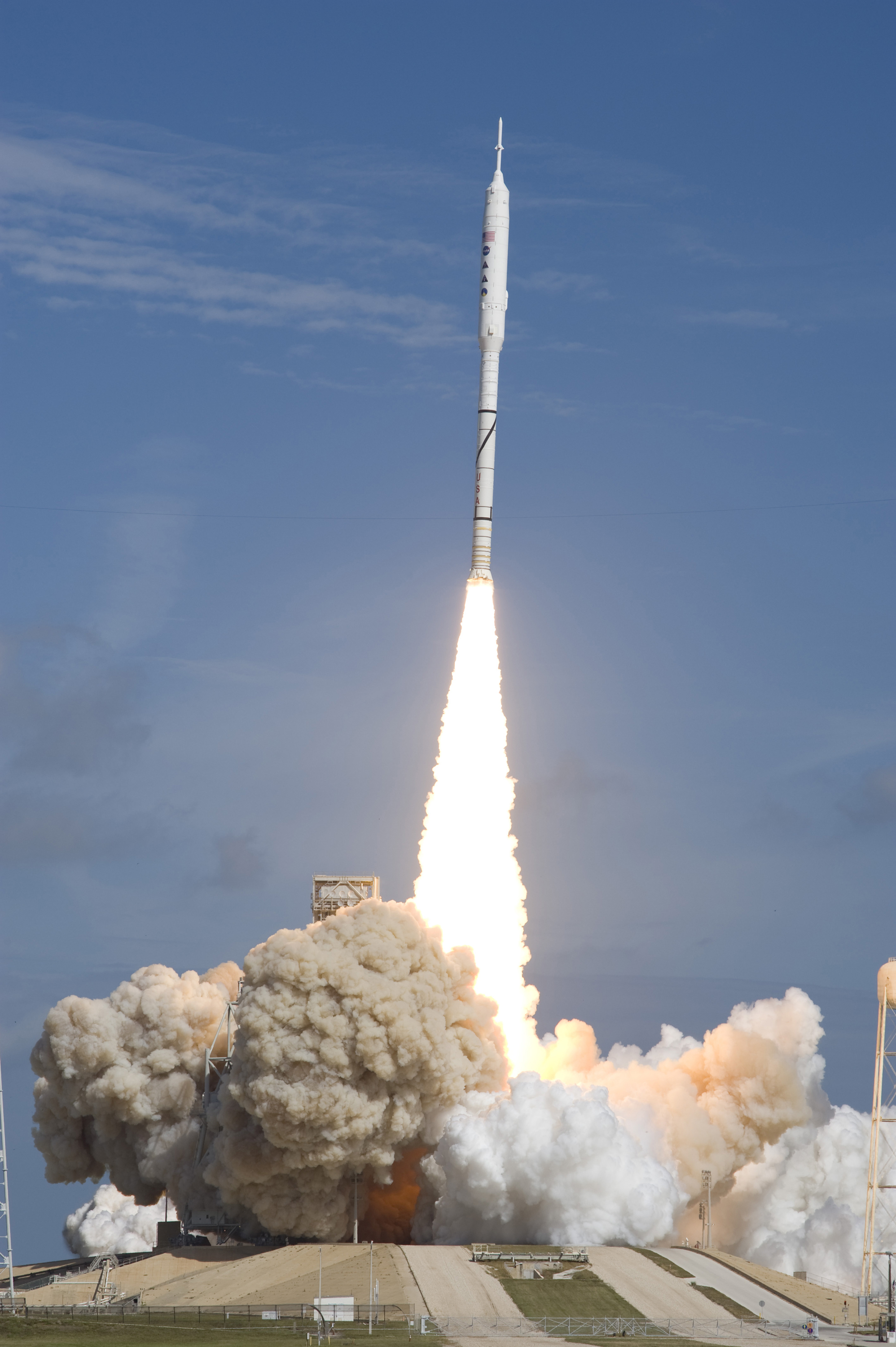
Запуск прототипа Арес I-X 28 октября 2009 года. Был единственным полётом, выполненным в рамках программы «Созвездие» администрации Буша.

Катастрофа космического корабля «Колумбия» произошла в начале правления Джорджа Буша-младшего, в результате чего в августе 2003 года был опубликован отчёт Колумбийского совета по расследованию авиационных происшествий. Он рассматривался как ответ на катастрофу и общее состояние пилотируемых космических полётов в НАСА, а также как способ восстановить общественный энтузиазм по поводу исследования космоса. Концепция освоения космоса была направлена на реализацию устойчивой и доступной программы для людей и роботов для исследования Солнечной системы и за её пределами; расширить присутствие человека в Солнечной системе, начиная с возвращения человека на Луну к 2020 году, в рамках подготовки к исследованию человеком Марса и других направлений; развивать инновационные технологии, знания и инфраструктуру как для исследования, так и для поддержки решений о направлениях исследований человека; и способствовать международному и коммерческому участию в разведке для продвижения научных, экономических и экономических интересов США.
С этой целью 27 января 2004 г. президент Буш сформировал Президентскую комиссию по реализации политики Соединённых Штатов в области космических исследований. Её окончательный отчёт был представлен 4 июня 2004 года. Это привело к исследованию архитектуры исследовательских систем НАСА в середине 2005 года, разработавший технические планы выполнения программ, указанных в Видении освоения космоса. Это привело к началу выполнения программы «Созвездие», включающей космический корабль «Орион», лунный посадочный модуль Altair и ракеты Арес I и Арес V. Миссия Арес I-X, испытательный запуск прототипа ракеты Арес I, была успешно завершена в октябре 2009 года.
31 августа 2006 г. была выпущена новая Национальная космическая политика, которая установила всеобъемлющую национальную политику, регулирующую проведение космической деятельности США. Документ, первый полный пересмотр общей космической политики за 10 лет, акцентировал внимание на вопросах безопасности, поощрял частное предпринимательство в космосе и характеризовал роль космической дипломатии США в основном с точки зрения убеждения других стран в поддержке политики США. Совет национальной безопасности США заявил в письменных комментариях, что обновление необходимо, чтобы «отражать тот факт, что космос стал ещё более важным компонентом экономической безопасности США, национальной безопасности и внутренней безопасности». Политика Буша признавала действующие международные соглашения, но заявляла, что она «отвергает любые ограничения фундаментального права Соединённых Штатов действовать в космосе и получать данные из космоса» и что «Соединённые Штаты будут выступать против разработки новых правовых режимов или других ограничения, направленные на запрет или ограничение доступа США к космосу или его использования».

### Администрация Обамы
В 2009 году администрация Барака Обамы поручила Комитету по обзору планов пилотируемых космических полётов Соединённых Штатов проанализировать планы пилотируемых космических полётов и убедиться, что страна находится на «энергичном и устойчивом пути к достижению своих самых смелых устремлений в космосе», предлагая варианты пилотируемых космических полётов после того, как НАСА планирует вывести из эксплуатации Спейс шаттл.
15 апреля 2010 года президент Обама выступил в Космическом центре Кеннеди, объявив о планах администрации в отношении НАСА. Ни один из трёх планов, изложенных в итоговом отчёте комитета, не был выбран полностью. Президент отменил программу «Созвездие» и отклонил немедленные планы вернуться на Луну на том основании, что текущий план стал нежизнеспособным. Вместо этого он пообещал дополнительное финансирование в размере 6 миллиардов долларов и призвал к разработке новой программы ракет-носителей большой грузоподъёмности, которая будет готова к строительству к 2015 году, а к середине 2030-х годов пилотируемые полёты на орбиту Марса. Администрация Обамы обнародовала свою новую официальную космическую политику 28 июня 2010 года, в которой она также отменила политику Буша, отвергающую международные соглашения по сдерживанию милитаризации космоса, заявив, что она «рассмотрит предложения и концепции мер по контролю над вооружениями, если они будут справедливыми, поддающимся эффективной проверке и укрепляющим национальную безопасность Соединённых Штатов и их союзников».
Закон об Уполномочивании НАСА от 2010 года, принятый 11 октября 2010 года, закрепил многие из этих целей космической политики.

### Администрация Трампа

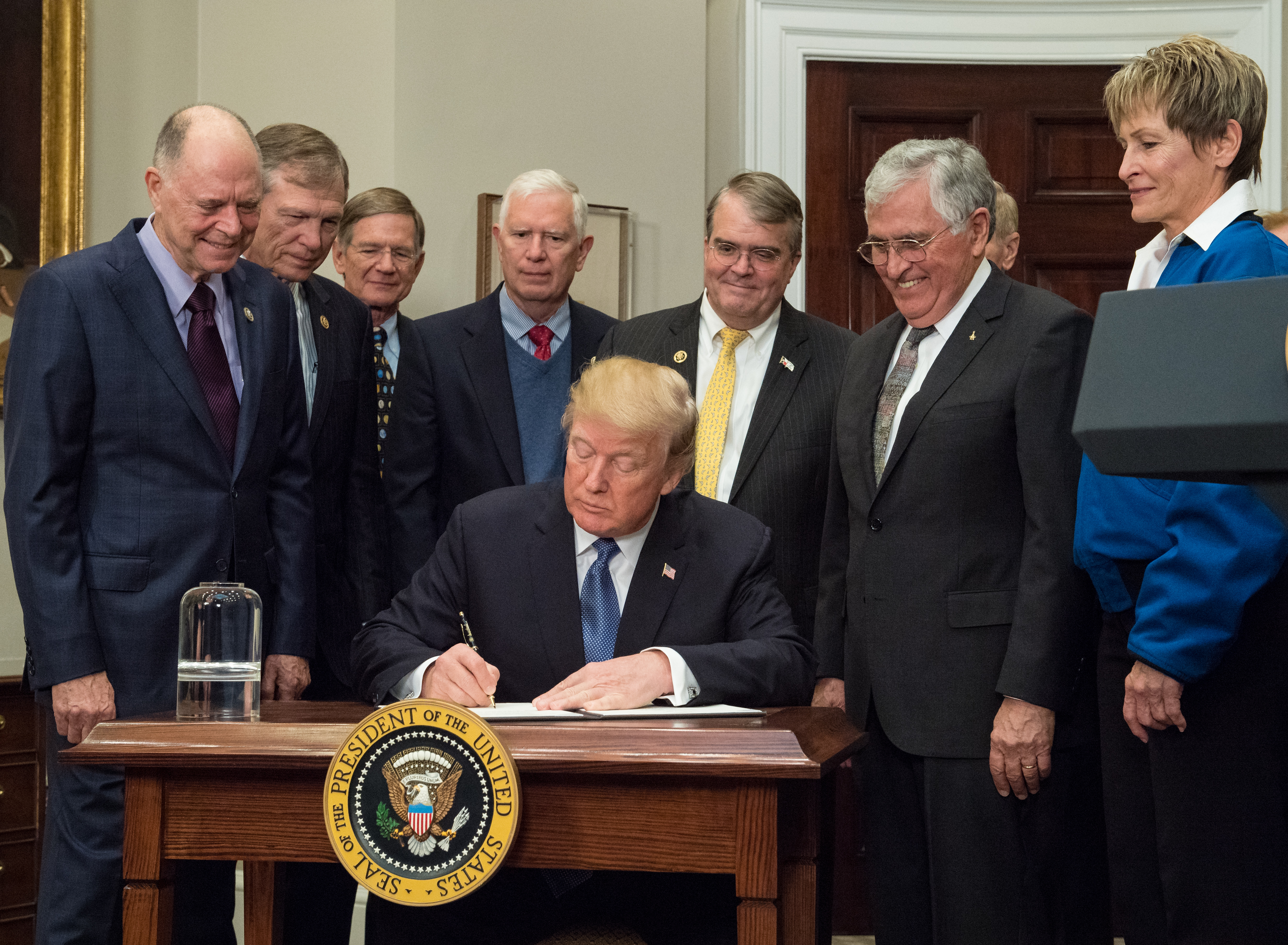
Президент Трамп подписывает Директиву 1 о космической политике 11 декабря 2017 года, на глазах у астронавтов Харрисона Шмитта, Базза Олдрина, Пегги Уитсон и Кристины Кох.

30 июня 2017 года президент Дональд Трамп подписал указ о воссоздании Национального космического совета под председательством вице-президента Майка Пенса. Первый бюджетный запрос администрации Трампа сохраняет программы пилотируемых космических полётов эпохи Обамы: коммерческие космические корабли для доставки астронавтов на Международную космическую станцию и обратно, ракету-носитель SLS, космический корабль «Орион» для полётов в дальний космос, уменьшая при этом земные научные исследования и призыв к ликвидации образовательного офиса НАСА.
11 декабря 2017 года президент Трамп подписал Директиву 1 о космической политике, изменение национальной космической политики, которое предусматривает комплексную программу под руководством США с партнёрами из частного сектора по возвращению людей на Луну с последующими миссиями на Марс и далее. Политика призывает администратора НАСА «возглавить инновационную и устойчивую программу исследований с коммерческими и международными партнерами, чтобы обеспечить человеческую экспансию по Солнечной системе и вернуть на Землю новые знания и возможности». Эти усилия позволят более эффективно организовать правительство, частную промышленность и международные усилия по возвращению людей на Луну и заложат основу, которая в конечном итоге позволит людям исследовать Марс.
Президент заявил: «Директива, которую я подписываю сегодня, переориентирует космическую программу Америки на исследования и открытия человека. Это первый шаг к возвращению американских астронавтов на Луну впервые с 1972 года для долгосрочного исследования и использования. На этот раз мы не только установим наш флаг и оставим свои следы — мы создадим основу для возможной миссии на Марс и, возможно, когда-нибудь, во многие другие миры».
20 декабря 2019 года с принятием NDAA FY2020 были созданы Космические силы США.
9 декабря 2020 года Белый дом обнародовал Национальную космическую политику, в которой выступал за расширение лидерства США в космосе, предоставление беспрепятственного доступа к космосу, поощрение роста частного сектора, расширение международного сотрудничества и установление человеческого присутствия на Луне с возможной миссией на Марс.

Программа «Артемида»

### Администрация Байдена
Пресс-секретарь президента Джо Байдена выразил поддержку программе «Артемида», целью которой является высадка мужчины и первой женщины на поверхность Луны. Неясно, сохранит ли администрация Байдена целевую дату первой посадки с экипажем на 2024 год, как это сделала администрация Трампа. Президент Байден также выразил своё одобрение Космическим силам США. 1 декабря 2021 года администрация Байдена выпустила новую основу космической политики под названием «Основа космических приоритетов США», в которой администрация обязуется инвестировать в спутники, которые могут наблюдать за Землёй из космоса, чтобы лучше понять изменение климата.